# Astragalus steinbergianus
Astragalus steinbergianus är en ärtväxtart som beskrevs av Georgji Prokopievič Sumnevicz. Astragalus steinbergianus ingår i släktet vedlar, och familjen ärtväxter. Inga underarter finns listade i Catalogue of Life.